# Cấp bậc quân sự Pháp

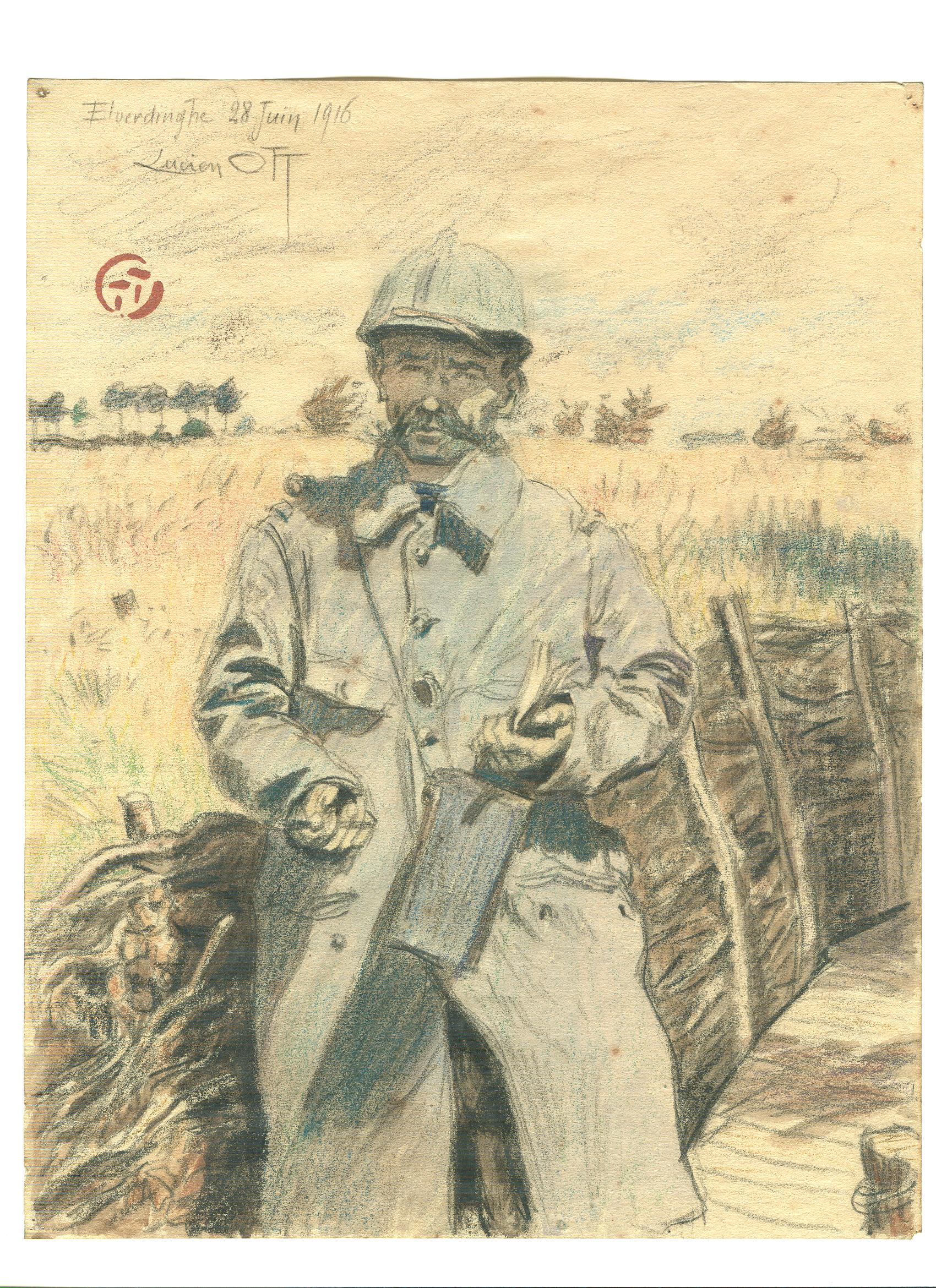
"Chân dung hạ sĩ Rousset" (Portrait du caporal Rousset), Lucien Ott (1916).

Hệ thống cấp bậc quân sự của Lực lượng vũ trang Pháp (bao gồm Lực lượng Không quân và Vũ trụ, Lục quân, Hải quân, Hiến binh quốc gia, các lực lượng hỗ trợ và các tổ chức chung) và các đơn vị trực thuộc giống hệt nhau về mặt luật định và nghi thức, vì chúng được xác định theo quy chế chung của quân đội Pháp. Chỉ có các cấp hiệu và phù hiệu là khác nhau tùy theo nhánh quân binh chủng, tạo nên hệ thống phân cấp cụ thể.
Lực lượng cứu hỏa dân sự (bao gồm cả tình nguyện và chuyên nghiệp), mặc dù không phải là quân nhân, nhưng vẫn có hệ thống cấp bậc và phù hiệu tương tự như quân đội. Tuy nhiên, hệ thống cấp bậc này có danh xưng tương tích hoàn toàn với hệ thống xếp hạng nhân viên của ngành dịch vụ công.
Các nhân viên kiểm lâm và môi trường, mặc dù không còn được xếp vào ngạch quân nhân kể từ năm 1945, vẫn duy trì hệ thống cấp hiệu tương tự như quân đội, được thừa hưởng từ Quân đoàn Thợ săn rừng, cũng giống như các viên chức hải quan, vốn kế thừa từ Hải quan Quân đội. Tuy nhiên, hệ thống cấp bậc của họ phù hợp với hệ thống cấp bậc công chức và danh xưng cấp bậc cũng đã thay đổi rất nhiều theo thời gian.

## Lực lượng vũ trang
Hệ thống quân hàm của lực lượng vũ trang Pháp được phân thành 4 cấp chính gồm binh sĩ, hạ sĩ quan, sĩ quan, tướng lĩnh và đô đốc.
Quân hàm thực tế cao nhất mà một quân nhân Pháp có thể đạt được là généraux de division (tương đương thiếu tướng lục quân, không quân, hiến binh) hoặc vice-amiral (tương đương đề đốc hải quân). Các cấp bậc cao hơn (général de corps, général d'armée đối với lục quân, không quân, hiến binh và vice-amiral d'escadre, amiral với hải quân) chỉ có thể đạt được khi quân nhân ở cấp bậc généraux de division hoặc vice-amiral được bổ nhiệm vào những chức vụ được quy định  (rang et appellation).
Vào thời kỳ hiện đại, danh hiệu Thống chế Pháp (Maréchal de France) và Đô đốc Pháp (Amiral de France) được xem là có địa vị cao nhất trong hệ thống quân hàm, dù chúng không phải là những quân hàm thực thụ. Những danh hiệu này chỉ được trao cho các tướng lĩnh hoặc đô đốc có thành tích chỉ huy những chiến thắng quan trọng trong thời chiến. Tính đến thời điểm hiện tại, 4 tướng lĩnh cuối cùng được phong hàm Thống chế Pháp gồm Alphonse Juin (phong năm 1952), Jean de Lattre de Tassigny, Philippe Leclerc de Hauteclocque (đều được truy phong năm 1952), và Marie-Pierre Kœnig (truy phong 1984). Người cuối cùng được phong hàm Đô đốc Pháp là François Thomas Tréhouart, được phong vào năm 1869.
Đô đốc François Darlan từng được trao danh hiệu Đô đốc hạm đội (Amiral de la flotte) vào năm 1939, tuy nhiên đây không phải là một danh hiệu chính thức như Đô đốc Pháp và cũng không phải là một quân hàm thực sự.

### Sĩ quan
| Phân hạng NATO  | Lục quân Không quân Hiến binh | Lục quân Không quân Hiến binh | Lục quân Không quân Hiến binh |                        | Hải quân    | Hải quân                                | Hải quân |
| --------------- | ----------------------------- | ----------------------------- | ----------------------------- | ---------------------- | ----------- | --------------------------------------- | -------- |
| Phân hạng NATO  | Nghĩa Việt tương đương        | Cấp bậc                       | Cấp hiệu                      | Nghĩa Việt tương đương | Cấp bậc     | Cấp hiệu                                |          |
| Cấp bậc danh dự |                               |                               |                               |                        |             |                                         |          |
| OF-10           | Thống chế Pháp                | Maréchal de France            |                               |                        | Đô đốc Pháp | Amiral de France                        |          |
| Cấp Tướng       |                               |                               |                               |                        |             |                                         |          |
| OF-9            | Đại tướng                     | Général d'armée               |                               |                        | Đô đốc      | Amiral                                  |          |
| OF-8            | Trung tướng                   | Général de corps              |                               |                        | Phó đô đốc  | Vice-Amiral d'escadre                   |          |
| OF-7            | Thiếu tướng                   | Général de division           |                               |                        | Đề đốc      | Vice-Amiral                             |          |
| OF-6            | Chuẩn tướng                   | Général de brigade            |                               |                        | Phó đề đốc  | Contre-Amiral                           |          |
| Cấp Tá          |                               |                               |                               |                        |             |                                         |          |
| OF-5            | Đại tá                        | Colonel                       |                               |                        | Đại tá      | Capitaine de vaisseau                   |          |
| OF-4            | Trung tá                      | Lieutenant-colonel            |                               |                        | Trung tá    | Capitaine de frégate                    |          |
| OF-3            | Thiếu tá                      | Commandant                    |                               |                        | Thiếu tá    | Capitaine de corvette                   |          |
| Cấp Úy          |                               |                               |                               |                        |             |                                         |          |
| OF-2            | Đại úy                        | Capitaine                     |                               |                        | Đại úy      | Lieutenant de vaisseau                  |          |
| OF-1            | Trung úy                      | Lieutenant                    |                               |                        | Trung úy    | Enseigne de vaisseau de première classe |          |
| OF-1            | Thiếu úy                      | Sous-lieutenant               |                               |                        | Thiếu úy    | Enseigne de vaisseau de deuxième classe |          |
| OF-(D)          | Chuẩn úy                      | Aspirant                      |                               |                        | Chuẩn úy    | Aspirant                                |          |

### Hạ sĩ quan và Binh sĩ
| Phân hạng NATO | Lục quân Không quân Hiến binh | Lục quân Không quân Hiến binh              | Lục quân Không quân Hiến binh |                        | Hải quân                 | Hải quân                      | Hải quân                 |
| -------------- | ----------------------------- | ------------------------------------------ | ----------------------------- | ---------------------- | ------------------------ | ----------------------------- | ------------------------ |
| Phân hạng NATO | Nghĩa Việt tương đương        | Cấp bậc                                    | Cấp hiệu                      | Nghĩa Việt tương đương | Cấp bậc                  | Cấp hiệu                      |                          |
| Hạ sĩ quan     |                               |                                            |                               |                        |                          |                               |                          |
| OR-9           | Niên trưởng                   | Major                                      |                               |                        | Niên trưởng              | Major                         |                          |
| OR-9           | Thượng sĩ trưởng              | Adjudant-chef                              |                               |                        | Thượng sĩ trưởng         | Maître-principal              |                          |
| OR-8           | Thượng sĩ                     | Adjudant                                   |                               |                        | Thượng sĩ                | Premier-maître                |                          |
| OR-7           | Trung sĩ nhất                 | Sergent-chef brevet militaire de 2e niveau |                               |                        | Không có bậc tương đương | Không có bậc tương đương      | Không có bậc tương đương |
| OR-6           | Trung sĩ                      | Sergent-Chef                               |                               |                        | Trung sĩ                 | Maître                        |                          |
| OR-5           | Hạ sĩ                         | Sergent                                    |                               |                        | Hạ sĩ                    | Second-maître                 |                          |
| Binh sĩ        |                               |                                            |                               |                        |                          |                               |                          |
| OR-4           | Binh trưởng                   | Caporal-chef de première classe            |                               |                        | Thủy thủ trưởng bậc 1    | Quartier-maître de 1re classe |                          |
| OR-4           | Binh nhất                     | Caporal-chef                               |                               |                        | Thủy thủ trưởng bậc 1    | Quartier-maître de 1re classe |                          |
| OR-3           | Binh nhì                      | Caporal                                    |                               |                        | Thủy thủ trưởng bậc 2    | Quartier-maître de 2e classe  |                          |
| OR-2           | Tân binh                      | Soldat de première classe                  |                               |                        | Thủy thủ                 | Matelot 2ème and 1ère classe  |                          |
| OR-1           | Không có bậc tương đương      | Không có bậc tương đương                   | Không có bậc tương đương      |                        | Thực tập sinh            | Mousse                        |                          |